# Убу
Убу́ (кит. упр. 吴堡, пиньинь Wúbǔ) — уезд городского округа Юйлинь провинции Шэньси (КНР).

## История
При империи Цинь эти земли входили в состав уезда Фуши (肤施县). В 125 году до н.э. в этих местах был создан уезд Цзэншань (增山县). Во времена диктатуры Ван Мана он был переименован в Сичэн, но после основания империи Восточная Хань уезду было возвращено прежнее название, а затем он был вновь присоединён к уезду Фуши. В эпоху Троецарствия эти земли оказались в составе царства Вэй и вошли в состав провинции Бинчжоу (并州). С 304 года эти земли надолго перешли под власть кочевых народов.
Во времена империи Восточная Цзинь гунны создали здесь государство Великое Ся. В 427 году войска Северной Вэй захватили эту территорию. Во времена Северной Вэй на территории современного уезда был создан уезд Чжэнхэ (政和县). При империи Западная Вэй в 552 году уезд Чжэнхэ был переименован в Яньлин (延陵县).
При империи Суй структура административного деления в стране была изменена с трёхступенчатой на двухступенчатую. В 597 году уезд Яньлин был переименован в Яньфу (延福县).
Во времена империи Сун эти земли поначалу стали зоной борьбы китайской империи Сун и тангутского государства Си Ся. В 1098 году был создан уезд Динху (定胡县). В 1115 году эти земли были захвачены чжурчжэнями и вошли в состав чжурчжэньской империи Цзинь. В 1226 году был создан уезд Убу.
После монгольского завоевания в 1264 году уезд Убу был расформирован, но в 1265 году создан вновь. В 1291 году уезд был поднят в статусе, став областью Учжоу (吴州), но в 1295 году область Учжоу вновь стала уездом Убу.
При империи Мин в 1377 году уезд был расформирован, а его земли перешли под непосредственное управление властей области Суйдэ (绥德州), но в 1380 году уезд был создан вновь.
В конце 1930-х годов эти земли перешли под контроль коммунистов, войдя в состав Шэньси-Ганьсу-Нинсяского советского района. После образования КНР в 1950 году был создан Специальный район Суйдэ (绥德专区), и уезд вошёл в его состав. В 1956 году Специальный район Суйдэ был присоединён к Специальному району Юйлинь (榆林专区). В 1958 году уезды Цинцзянь, Цзычжоу и Убу были присоединены к уезду Суйдэ, но в 1961 году были воссозданы в прежних границах. В 1968 году Специальный район Юйлинь был переименован в Округ Юйлинь (榆林地区).
В 1999 году постановлением Госсовета КНР были расформированы округ Юйлинь и городской уезд Юйлинь, и был образован городской округ Юйлинь.

## Административное деление
Уезд делится на 1 уличный комитет и 5 посёлков.